# Esther Góes
Ester Contim Góes (São Paulo, 4 de fevereiro de 1946) é uma consagrada e premiada atriz brasileira.

## Carreira
Para conseguir ser atriz, enfrentou seu pai que não aceitava a sua escolha profissional. Formou-se em 1969 pela Escola de Arte Dramática da Universidade de São Paulo. 
Em 1990, ganhou inúmeros prêmios pelo filme Stelinha em que interpreta uma cantora decadente e alcoólatra.
Atuou em várias telenovelas da Rede Globo, Rede Manchete, SBT, Rede Record e na GNT. Apaixonada por teatro, atualmente dedica-se ao teatro juntamente com seu filho Ariel Borghi. Está apresentando A Estrada de Wolokolamsk de Heiner Muller em São Paulo.
Em 2012 dirigiu a peça A Coleção de Harold Pinter que estreou no Teatro Grande Otelo tendo no elenco Marcos Suchara e Marcelo Szpektor.
Em 2018 interpretou  Risoleta Neves esposa de Tancredo Neves no filme O Paciente. 
Interpreta a Mãe Ubu na peça Ubu Rey. O espetáculo tem circulado pelo estado de São Paulo.
Em 2024, fez uma participação na novela Elas por Elas  interpretando a avó de Giovanni, personagem de Filipe Bragança.

Em 2024, dirigiu o espetáculo Espetáculo Arcano 17 – Os Surrealistas e a Guerra, um monólogo com Ariel Borghi sobre os poetas Guillaume Apollinaire e André Breton.

## Vida pessoal
Foi casada com o ator Renato Borghi, com quem tem um filho também ator, Ariel Borghi. Atualmente mora no bairro de Perdizes, na capital paulista.

## Filmografia

### Televisão
| Ano     | Título                     | Papel                             | Notas                           | Emissora          |
| ------- | -------------------------- | --------------------------------- | ------------------------------- | ----------------- |
| 1973    | A Volta de Beto Rockfeller | Libânia                           |                                 | Rede Tupi         |
| 1977    | O Espantalho               | Jeny                              |                                 | RecordTV          |
| 1978    | Te Contei?                 | Adelita                           |                                 | Rede Globo        |
| 1980    | Pé de Vento                | Maíra                             |                                 | Rede Bandeirantes |
| 1980    | Um Homem Muito Especial    | Nenê                              |                                 | Rede Bandeirantes |
| 1981    | O Resto É Silêncio         | —                                 |                                 | TV Cultura        |
| 1981    | O Fiel e a Pedra           | Teresa                            |                                 | TV Cultura        |
| 1982    | O Pátio das Donzelas       | Diana                             |                                 | TV Cultura        |
| 1982    | Elas por Elas              | Adriana                           |                                 | Rede Globo        |
| 1984    | Meu Destino É Pecar        | Lídia                             |                                 | Rede Globo        |
| 1984-86 | TV Mulher                  | Apresentadora                     |                                 | Rede Globo        |
| 1986    | Novo Amor                  | Verônica                          |                                 | Rede Manchete     |
| 1987    | Direito de Amar            | Leonor Medeiros                   |                                 | Rede Globo        |
| 1989    | Pacto de Sangue            | Violante                          |                                 | Rede Globo        |
| 1989    | Cortina de Vidro           | Glória                            |                                 | SBT               |
| 1990    | Mães de Santo              | Liza                              |                                 | Rede Manchete     |
| 1990    | Fronteiras do Desconhecido | Marília                           | Episódio: "O Teu Nome: Marília" | Rede Manchete     |
| 1991    | Felicidade                 | Alma Meirelles                    |                                 | Rede Globo        |
| 1992    | Você Decide                | —                                 | Episódio: "Mentiras de Amor"    | Rede Globo        |
| 1993    | Sex Appeal                 | Jacqueline                        |                                 | Rede Globo        |
| 1993    | Você Decide                | —                                 | Elisódio: "A Cor do Amor"       | Rede Globo        |
| 1994    | 74.5 uma Onda no Ar        | Stela Cunha                       |                                 | Rede Manchete     |
| 1995    | Engraçadinha               | Hermínia Quintela                 |                                 | Rede Globo        |
| 1995    | Você Decide                | —                                 | Episódio: "A Droga"             | Rede Globo        |
| 1995    | Explode Coração            | Luzia Nicolich                    |                                 | Rede Globo        |
| 1996    | Perdidos de Amor           | Ângela                            |                                 | Rede Bandeirantes |
| 1998    | Estrela de Fogo            | Juíza                             | participação especial           | RecordTV          |
| 1998    | A História de Ester        | Tâmara                            |                                 | RecordTV          |
| 1999    | Ô... Coitado!              | Madalena                          |                                 | SBT               |
| 2001    | O Direito de Nascer        | Laura Gonzales                    |                                 | SBT               |
| 2005    | Prova de Amor              | Beatriz Luz                       |                                 | RecordTV          |
| 2007    | Amor e Intrigas            | Dorotéia Junqueira de Albuquerque |                                 | RecordTV          |
| 2007    | Luz do Sol                 | Celina Magalhães de Sá            | Episódio: "21 de março"         | RecordTV          |
| 2009    | Bela, a Feia               | Bárbara Gomes Ávila               |                                 | RecordTV          |
| 2011    | Autor por Autor            | Naha Assi Hatoum                  | Episódio: "Milton Hatoum"       | TV Brasil         |
| 2012    | Mandrake                   | Magali Birman                     |                                 | HBO Brasil        |
| 2014    | Conselho Tutelar           | Miranda                           |                                 | RecordTV          |
| 2014    | Plano Alto                 | Yolanda                           |                                 | RecordTV          |
| 2014    | Milagres de Jesus          | Inês                              |                                 | RecordTV          |
| 2015-17 | Questão de Família         | Márcia                            |                                 | GNT               |
| 2017    | Belaventura                | Leocádia de Alencastro Bourbon    |                                 | RecordTV          |
| 2019    | Coisa Mais Linda           | Eleonora Soares                   | 2019-2020                       | Netflix           |
| 2019    | Os Roni                    | Albertina de Alencastro           | Episódio: "Persona Non Grata"   | Multishow         |
| 2021    | Chão de Estrelas           | Pompeia                           | [ 9 ]                           | Canal Brasil      |
| 2021    | Gênesis                    | Nadi                              | Fase: Jornada de Abraão         | RecordTV          |
| 2024    | Elas por Elas              | Maria Adelaide Novaes (Lazinha)   | Episódios: "4–12 de abril"      | TV Globo          |

### Cinema
| Ano  | Título                             | Personagem        |
| ---- | ---------------------------------- | ----------------- |
| 1956 | A Estrada                          | Garota            |
| 1970 | Uma Mulher para Sábado             | Enfermeira        |
| 1983 | A Próxima Vítima                   | Vera              |
| 1983 | O Rei da Vela                      | Heloísa de Lesbos |
| 1984 | O Evangelho Segundo Teotônio       | Narradora         |
| 1987 | Eternamente Pagu                   | Tarsila do Amaral |
| 1990 | Stelinha                           | Stelinha          |
| 1994 | A Causa Secreta                    | [ 13 ]            |
| 1994 | O Calor da Pele                    | Mina              |
| 1995 | As Meninas                         | mãe de Lorena     |
| 1997 | A Grande Noitada                   | Neda              |
| 1999 | Por Trás do Pano                   | Alexandra         |
| 2000 | A Hora Marcada                     | Gabi              |
| 2018 | O Paciente - O Caso Tancredo Neves | Risoleta Neves    |
| 2019 | O Olho e a Faca                    | Eulália           |

### Teatro[16]
- 1963 - Os Pequenos Burgueses, de Máximo Gorki
- 1967 - O rei da vela, de Oswald de Andrade
- 1967 - Pedro Pedreiro, de Renata Pallottini
- 1968 - Galileu Galilei, de Bertolt Brecht
- 1968 - O Rato no Muro, de Hilda Hilst
- 1969 – América, Hurrah!, de Jean-Claude von Itallie
- 1969 – Exercícios Americanos, de Jean-Claude von Itallie
- 1970 - Hair, de Galt MacDermot, Gerome Ragni e James Rado
- 1971 – Gracias Señor, criação coletiva do Oficina
- 1971 – Utropia (Utopia dos Trópicos), de José Celso Martinez Corrêa
- 1972 – Gracias, Señor, de José Celso Martinez Corrêa
- 1973 – Brecht
- 1973 – Frank V, de Friedrich Dürrenmatt
- 1973 – O que Mantém um Homem Vivo?, de Bertolt Brecht
- 1975 – Absurda Pessoa, de Alan Ayckbourn
- 1975 – Mahogany – A Cidade dos Prazeres, de Bertolt Brecht
- 1977/1980 - É..., de Millôr Fernandes
- 1978 - Aqui Entre Nós, de sua autoria
- 1979 – Eva Perón, de Copi
- 1980 - Poema Sujo, de Ferreira Gullar
- 1982 – O que Mantém um Homem Vivo?, de Bertolt Brecht
- 1983 – Coração na Boca, de Celso Luiz Paullini
- 1984 – Hamlet, de William Shakespeare
- 1985 - Santa Joana, de Bernard Shaw
- 1988 - O amante de madadme Vidal, de Verneuil
- 1990 – Não Tenha Medo de Virgínia Woolf, de sua autoria com Elias Andreato
- 1992 - As Bruxas, de Santiago Moncada
- 1997 – Beethoven, de Mauro Chaves
- 1996 - Como se Fosse um Crime, de Ângela Carneiro
- 1999 – Cândida Erêndira e sua Avó Desalmada, de Gabriel Garcia Márquez
- 2000 - O abajur lilás, de Plínio Marcos
- 2000 – A Que Ponto Chegamos, de Oswaldo Mendes
- 2003 - Tarsila, de Maria Adelaide do Amaral
- 2004/2005 – Hécuba, de Eurípedes
- 2008/2010 - Determinadas Pessoas - Weigel, de sua autoria
- 2017 - A Estrada de Wolokolamsk[17]
- 2022 - Ubu Rei, de Alfred Jarry

Na direção
- A Coleção (2012) de Harold Pinter
- A Estrada de Wolokolamsk (2017)
- Arcano 17 – Os Surrealistas e a Guerra (2024) [18]

## Prêmios
| Ano  | Prêmio                        | Indicação                | Trabalho         | Resultado | Ref.   |
| ---- | ----------------------------- | ------------------------ | ---------------- | --------- | ------ |
| 1988 | IV Rio-Cine                   | Melhor Atriz Coadjuvante | Eternamente Pagu | Venceu    |        |
| 1990 | 18º Festival de Gramado       | Melhor Atriz             | Stelinha         | Venceu    | [ 19 ] |
| 1990 | Troféu APCA                   | Melhor Atriz             | Stelinha         | Venceu    |        |
| 1991 | Festival Sesc Melhores Filmes | Melhor Atriz             | Stelinha         | Venceu    |        |
| 1995 | Troféu APCA                   | Melhor Atriz Coadjuvante | A Causa Secreta  | Venceu    | [ 20 ] |
| 2000 | Prêmio Guarani                | Melhor Atriz Coadjuvante | Por Trás do Pano | Indicado  | [ 21 ] |
| 2001 | Prêmio Arte Qualidade Brasil  | Melhor Atriz             | Abajur lilás     | Venceu    |        |